# Харрисон, Мартин
Мартин Харрисон (англ. Richard Martin Harrison; 16.05.1935, Виндзор — 09.09.1992, Оксфорд) — британский археолог, специалист по поздней древнеримской и ранней христианской археологии.
Учился в Линкольн-колледже Оксфорда. Сразу затем — в Британском институте в Анкаре. Занимался также в Британской школе в Риме и в Брин-Мор-колледже, после чего вновь вернулся в родной колледж.
С 1964 г. преподаватель, в 1972-85 гг. профессор археологии Ньюкаслского ун-та, также был завкафедрой.
В 1985-92 гг. оксфордский профессор археологии Римской империи и член Колледжа Всех Душ.
В 1986 году перенёс инсульт.
Член Лондонского общества антикваров (1965).
Женат с 1965 года, сын и две дочери.
Научный интерес его лежал прежде всего в области Малой Азии, совр. Турции.